# ری ایل هوان
ری ایل هوان ( 리일환، متولد ۱۹۶۰) یک سیاستمدار اهل کره شمالی و عضو دفتر سیاسی کمیته مرکزی حزب کارگران (WPK) است.